# Catedral de San Antonio de Padua (Oberá)
La catedral de Oberá es un templo religioso de culto católico bajo la advocación de San Antonio de Padua, ubicado en la zona céntrica de la ciudad de Oberá, Misiones, Argentina. De estilo neogótico, fue diseñada por el arquitecto austriaco Antonio Von Liebe y comenzada a construir en el año 1943. 
En 2009, adquiere el grado de catedral al ser creada la diócesis de Oberá por el papa Benedicto XVI.

## Historia

### Primeros pobladores
Los primeros pobladores que llegaron a la región eran inmigrantes europeos que profesaban la fe protestante, principalmente los dogmas de la Iglesia Luterana Sueca. Fue recién a partir de 1920, con la llegada de inmigrantes católicos alemanes, suizos y principalmente italianos, que se empezó a practicar esta religión en la antigua Yerbal Viejo, que años más tarde se convertiría en Oberá.
En 1924, fue la primera vez que un sacerdote católico llegó a la colonia, se trataba del padre Carlos Long. Como no existían iglesias ni capillas, fue usada una de las habitaciones de la casa del inmigrante italiano Ernesto Bárbaro y una mesa familiar para oficiar la primera misa de la que se tenga registros en la ciudad. Long continuó con sus visitas periódicas, que posteriormente serían realizadas también por el padre Juan Tomala, quien en cada viaje practicaba bautismos y casamientos en la casa del citado inmigrante.

### Primer templo
Con el crecimiento de la población católica, surgió la necesidad de crear un lugar específico destinado a la práctica de los oficios religiosos. Fue en 1934, que los fieles construyeron una primera capilla, edificación humilde hecha en madera, ubicada en la calle 9 de Julio entre Córdoba y Santa Fe. Surgió entonces la necesidad de elegir un Santo Patrono bajo cuya advocación se pondría el pueblo.
Ernesto Bárbaro y su esposa Juditta, antes de partir de Europa, habían pasado por la ciudad italiana de Padua para pedir por la bendición del santo y prometiendo ante su imagen rendirle un homenaje si los ayudaba en su travesía migratoria. Con sus deseos cumplidos, vieron la oportunidad de cumplir su promesa, colocando al nuevo pueblo bajo la protección de San Antonio de Padua, dando origen a quién es desde entonces el patrono de Oberá, celebrándose su día el 13 de junio.
La primitiva capilla fue suplantada por otra de ladrillos construida casi al lado de la anterior, pero todavía no contaba con autonomía propia, ya que dependía de la Parroquia de Bonpland. El 18 de enero de 1937 la iglesia fue convertida en Parroquia, siendo designado como primer párroco el padre Juan Tomala procedente de la Congregación del Verbo Divino.

### Templo actual

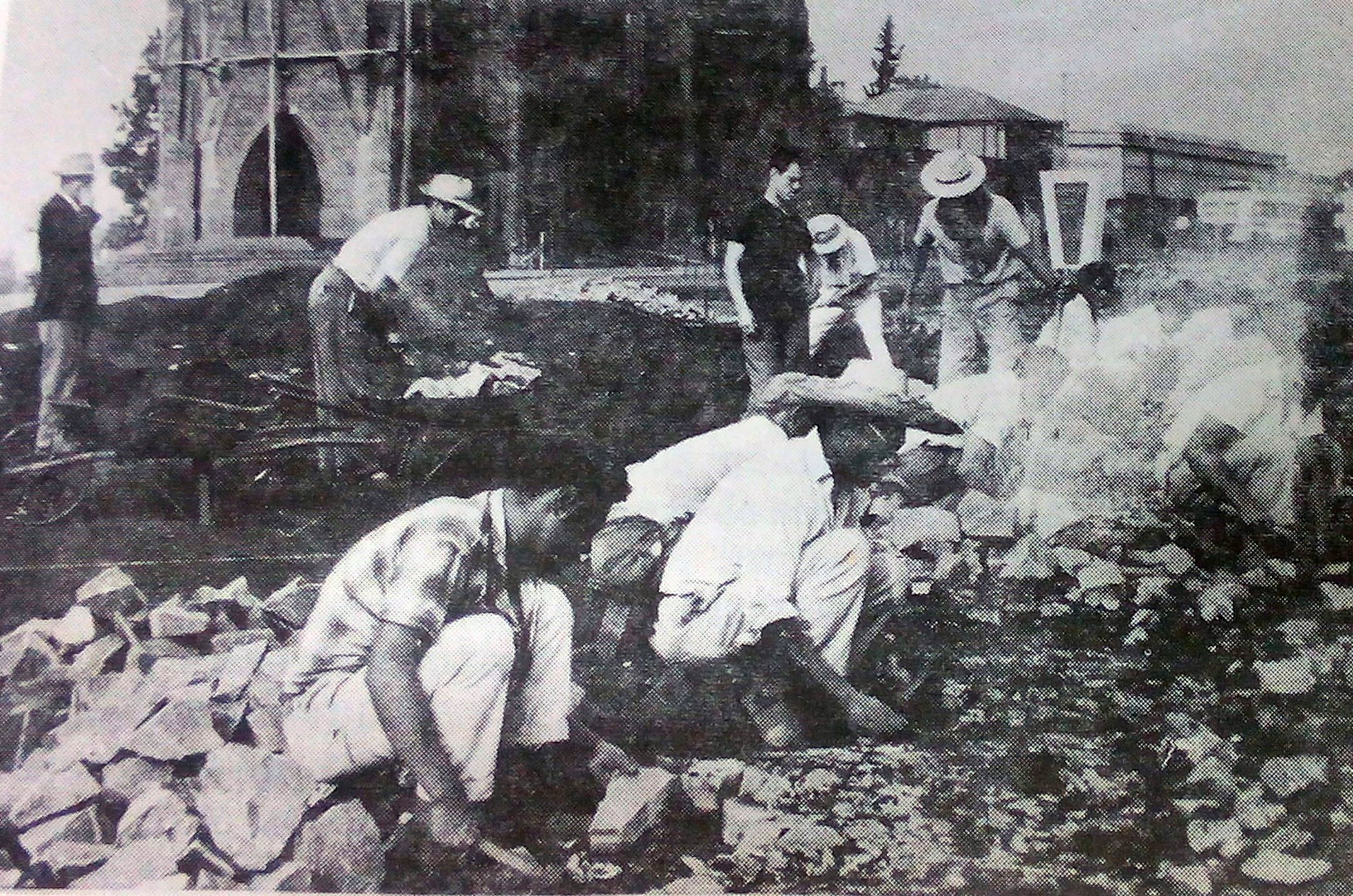
El templo en construcción en la década de 1940.

En 1941, se concreta la idea de edificar el actual templo, cuando el entonces gobernador de la provincia Héctor Barreyro decide donar un terreno de 1682 m² ubicados en un lugar estratégico de la ciudad. El 5 de diciembre de 1943, se colocó la piedra fundamental dando inicio a la construcción del templo. De la ceremonia fueron padrinos Barreyro y su esposa, pero al encontrarse ausentes, fueron representados por José Bárbaro.
De estilo neogótico, la edificación fue proyectada por el arquitecto austriaco Antonio Von Liebe, motivo por el cual se le concedió enorme amplitud. Primero fue levantada sin imponente torre que posee actualmente y sus paredes, tanto externas como internas, carecían de revoque y los pisos eran de ladrillo y cemento. A partir de 1960 fueron completándose los trabajos, dotándola de las finas y modernas características actuales. En 1982, se le colocó a la torre un enorme reloj traído de Suiza, el cual fue donado por integrantes de esa colectividad.
La parroquia dependió primeramente de la diócesis de Corrientes hasta la creación de la de Misiones de la que pasó a formar parte luego, quedando a partir de 1986 bajo la jurisdicción de la recién creada diócesis de Posadas.

### Incendio y reconstrucción

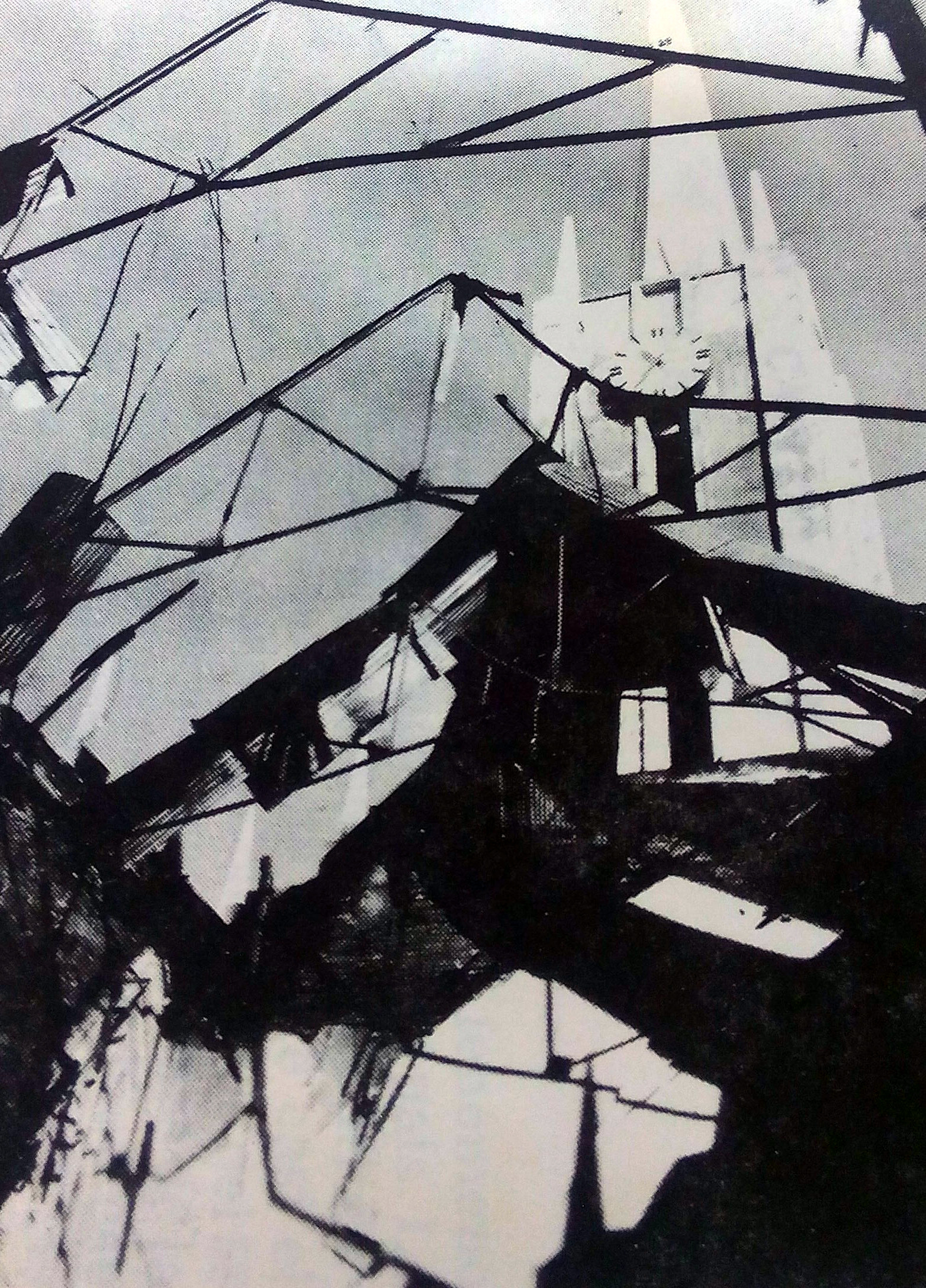
El 12 de junio de 1986 un incendio de grandes proporciones destruyó casi la totalidad del templo.

El 12 de junio de 1986, en horas de la noche, un incendio de grandes proporciones destruyó casi la totalidad de la edificación, sobreviviendo solamente algunas paredes. El fuego fue provocado por elementos de pirotecnia, que eran utilizados en vísperas de la celebración anual de San Antonio, el patrono de la ciudad. Para los trabajos de reconstrucción se formó una comisión que en su parte ejecutiva estuvo presidida por Evaristo Eladio Villaverde e integrada además por Basilio Lotoki, Mario Esquivel, Juan Carlos Vitelli, Raúl Moreira, Rodolfo Villaverde y Mauricio Forni, este último arquitecto de la obra a realizar.
Las tareas de reconstrucción demandaron en su etapa inicial 36 meses y se necesitaron $589.811,24 pesos
, que en ese momento estaban a paridad con el dólar. Los fondos necesarios fueron conseguidos por medio de bonos de colaboración, subsidios públicos, préstamos, donaciones, festivales, venta de comestibles y publicidad, entre otros. El tempo fue oficialmente reinaugurado en el año 1997 por medio de una ceremonia religiosa-cultural de la cual participaron altas autoridades eclesiásticas y políticas.
El 12 de junio de 2009, el papa Benedicto XVI crea la diócesis de Oberá y el templo se convierte en catedral.

## Arquitectura
La Catedral de Oberá es de estilo neogótico. Tiene forma de cruz latina y posee una nave. Destaca su imponente torre de 40 metros que cuenta con un reloj traído de Suiza y que fue donado por inmigrantes de esa colectividad. Las ventanas son ojivales y tienen como función iluminar el interior del templo. En seis de ellas fueron realizados vitrales.
Según especialistas, es considerado el más importante exponente del estilo neogótico en la provincia de Misiones. Además, son de destacar los pináculos ubicados lateralmente, que terminan en puntas muy agudas.

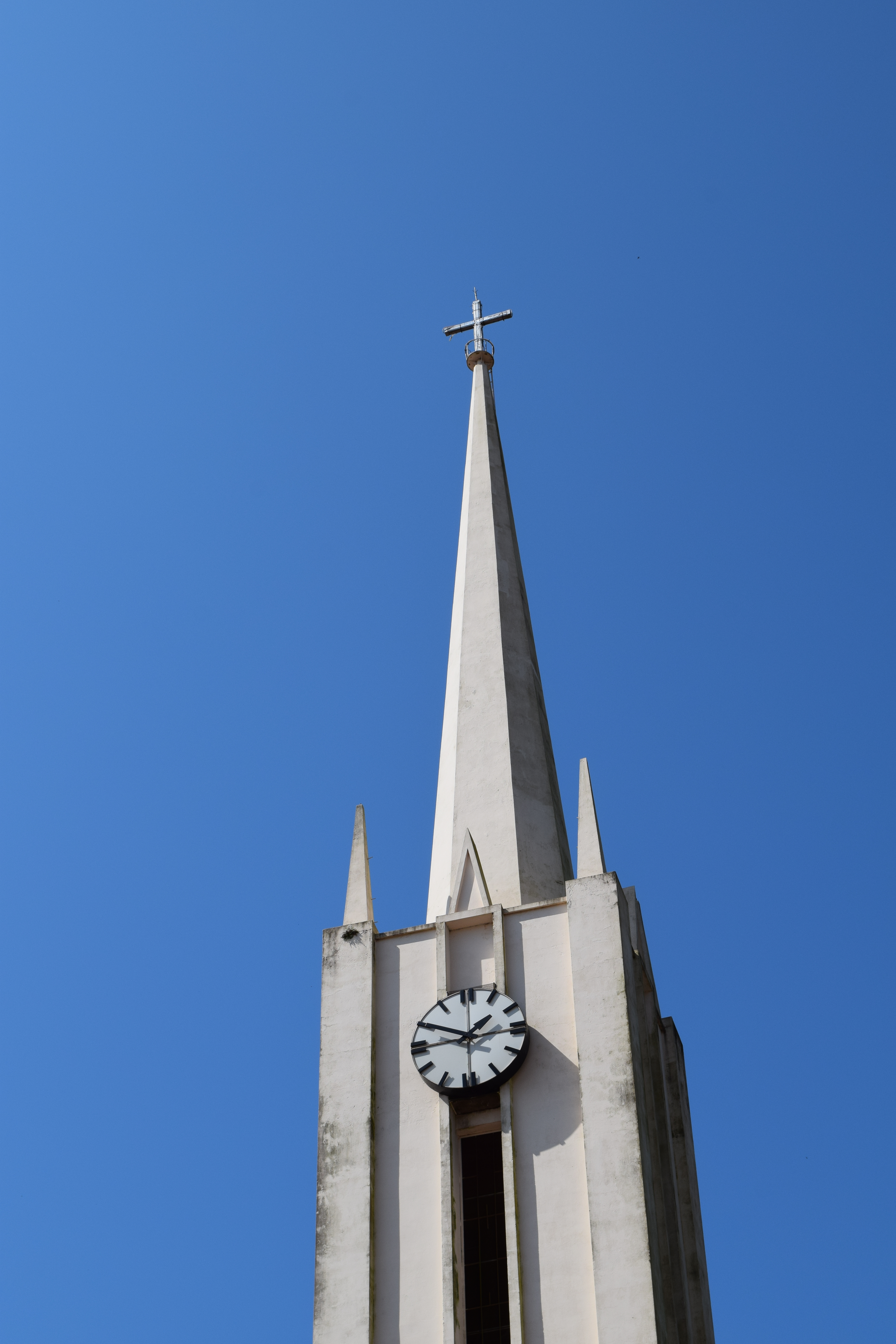
Detalle cúpula.
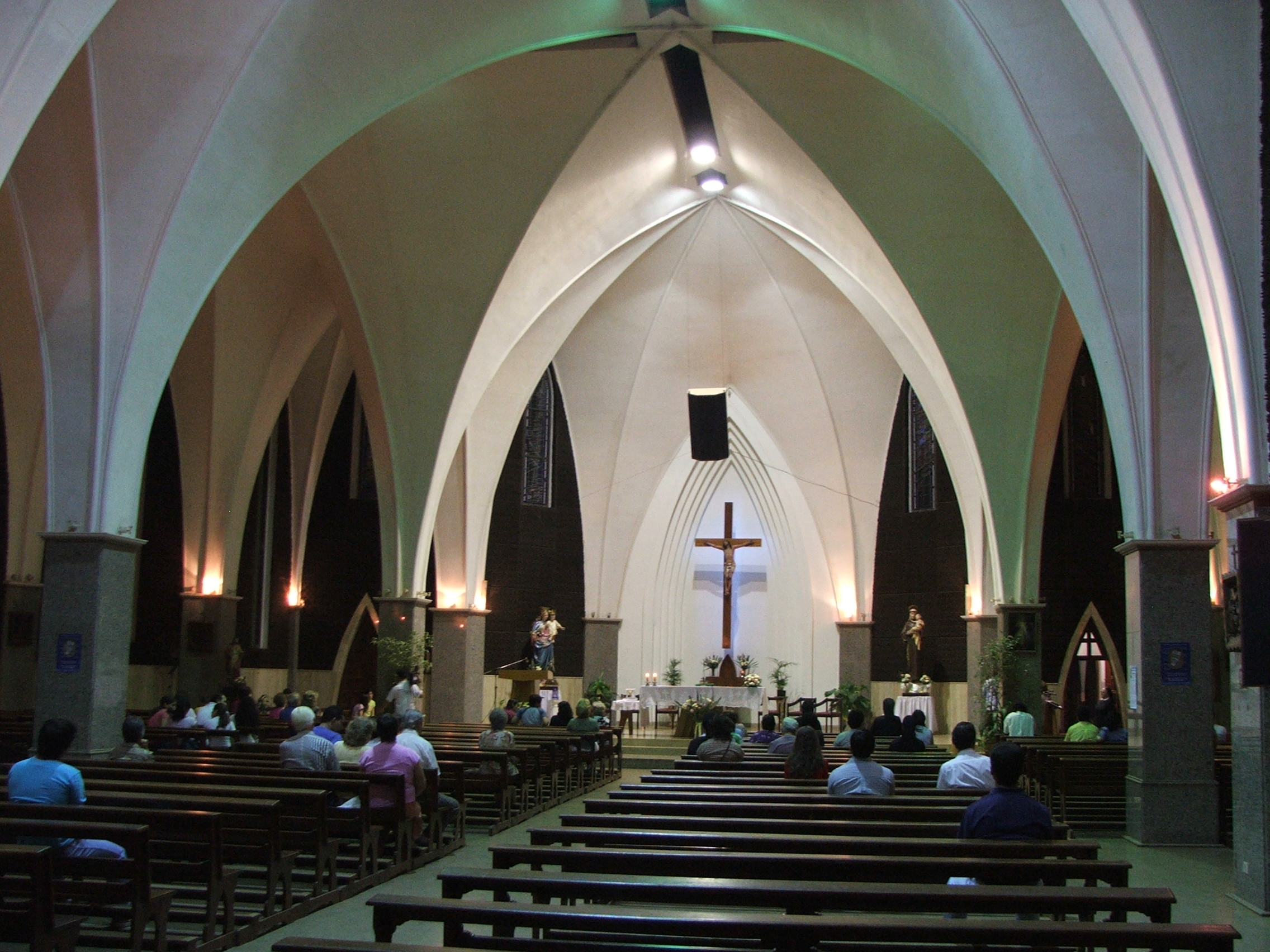
Interior.
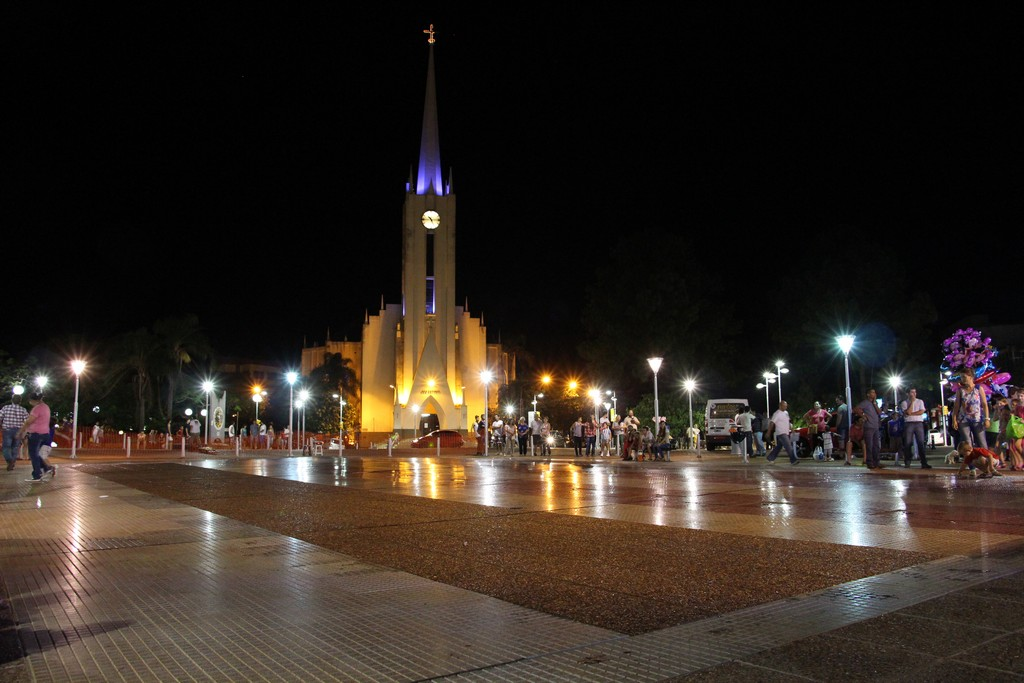
Vista nocturna.
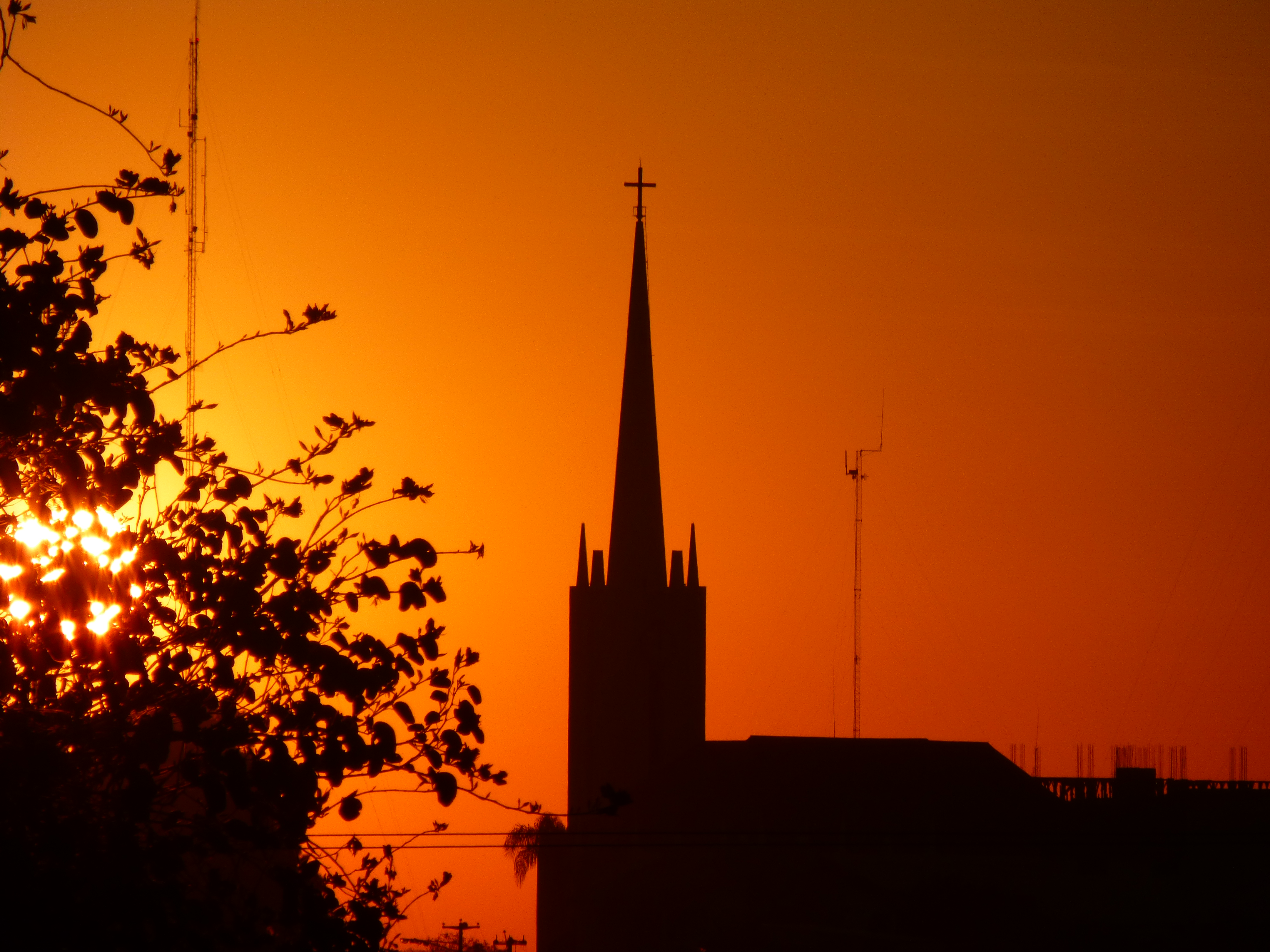
Perfil al atardecer.
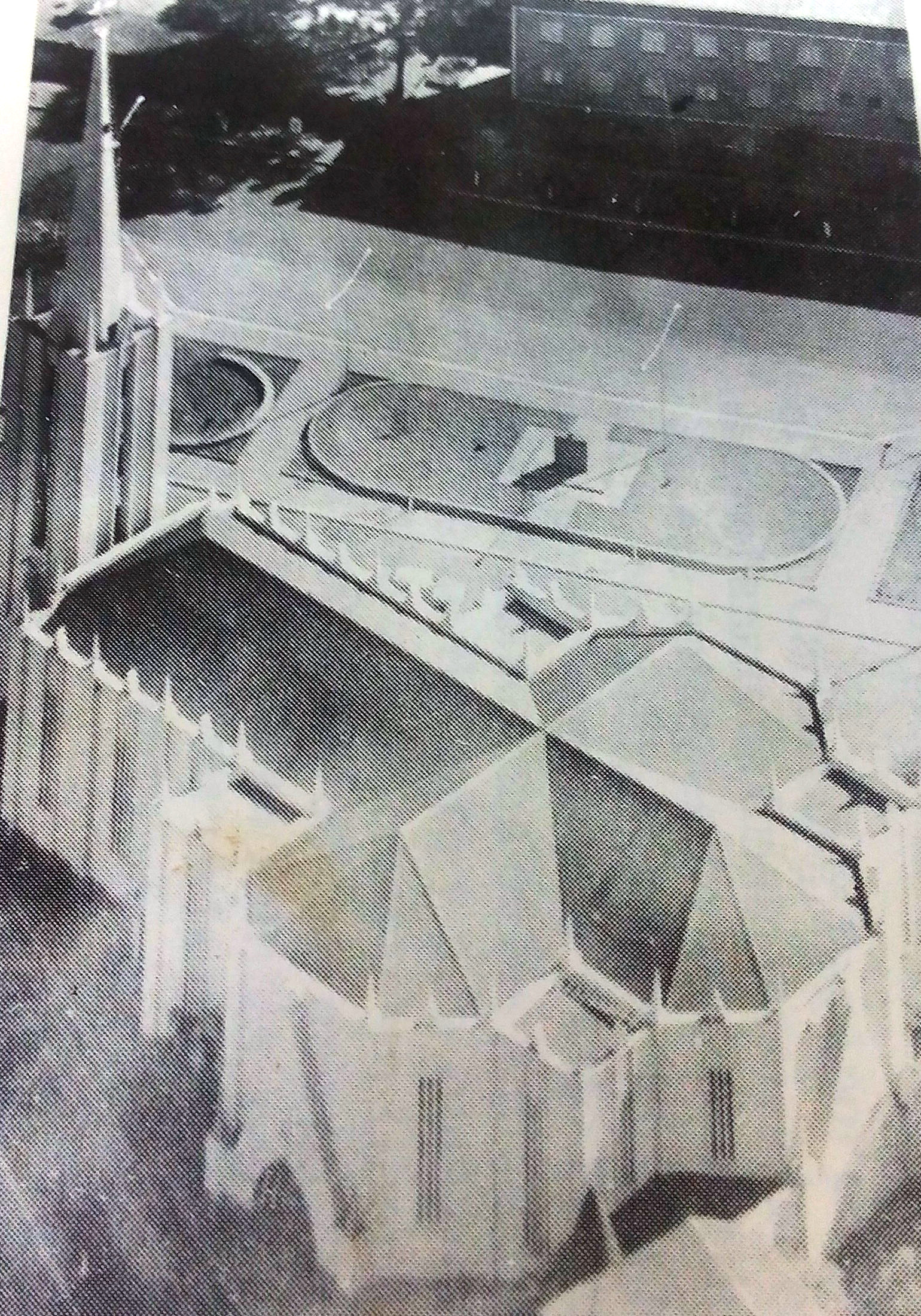
El templo antes del incendio de 1986.